# Julio Pérez
Julio Gervasio Pérez Gutiérrez (Montevideo, 1926. június 19. – Montevideo, 2002. szeptember 22.) világbajnok uruguayi labdarúgó, csatár.

## Pályafutása

### Klubcsapatban
1944 és 1948 között a montevideói Racing, 1948 és 1950 között a River Plate, 1950 és 1957 között a Nacional labdarúgója volt. 1957–58-ban a brazil Internacional, 1958 és 1960 között a Sud América, 1960 és 1963 között a Rocha csapatában szerepelt. A Nacional együttesével négy bajnoki címet szerzett.

### A válogatottban
1947 és 1956 között 22 alkalommal szerepelt az uruguayi válogatottban és kilenc gólt szerzett. Az 1950-es brazíliai világbajnokságon aranyérmes, 1954-es svájcin negyedik lett a válogatott csapattal.

## Sikerei, díjai
Uruguay
- Világbajnokság
  - aranyérmes: 1950, Brazília

 Nacional
- Uruguayi bajnokság
  - bajnok (4): 1950, 1952, 1955, 1956